# Talmi
Talmi, även Talmiguld eller Talloisguld, en efter sin förste framställare (1840), fabrikanten Tallois i Paris, uppkallad mycket kopparrik legering (jfr mässing), som i form av bleck eller tråd pläteras med guld (se förgyllning). Namnet kan härledas från franska "Tallois-demi-or" (Tallois-halv-guld). 
Den tombak-liknande legeringen har en sammansättning varierande med 72–90 % koppar, 10–26 % zink, 0,6–5 % tenn och ca 0,9 % järn. Legeringen är mycket smidig och seg, och liknar efter polering guld. Med tillsats av en liten mängd guld (1–1,5 %) kallas legeringen ”äkta pariserguld”.
I överförd bemärkelse har begreppet talmi även använts för att beteckna något som är (eller förefaller vara) oäkta eller av sämre kvalitet (se SAOL eller SAOB).